# Allée couverte de Kermaout
L’allée couverte de Kermaout est une allée couverte située sur la commune de Bannalec dans le département du Finistère en France.

## Historique
L'édifice est mentionné pour la première fois en 1877, il est déjà en partie ruiné. Il est classé en tant que monument historique depuis le 4 novembre 1975.

## Description
C'est une allée couverte encastrée dans un talus. Elle est orientée nord-ouest/sud-est. Elle est principalement constituée de dalles en micaschiste. Elle s'étire sur 8 m de longueur. Elle est composée d'une table de couverture (2,50 m sur 1 m pour une épaisseur de 0,20 à 0,40 m) et de six piliers. La hauteur sous dalle ne dépasse pas 0,85 m. Un bloc de quartz près de l'entrée orientale du monument ne semble pas faire partir de l'ensemble.

## Folklore
Une tradition locale le dit fréquenté par des lutins, le champ où se situe l'édifice est d'ailleurs nommé Park-Korrigan (la parcelle des Korrigans).